# Hardley Lewin
Hardley McCarlay Lewin (* 17. April 1954 in Ocho Rios) ist ein jamaikanischer Offizier. Er war von 2002 bis 2007 militärischer Oberbefehlshaber der Jamaica Defence Force (JDF) und danach bis 2009 Polizeichef (Police Commissioner) der Jamaica Constabulary Force (JCF).

## Leben
Hardley Lewin wurde geboren als Sohn des Matrosen Kenneth Lewin und seiner Ehefrau Rayanetta Cover. In seiner Heimatstadt besuchte er die Primary School und im Anschluss die Ferncourt High School in Claremont.

### Militärzeit
Am 22. November 1971 trat er in die Jamaica Defence Force (JDF) ein. Im Ausbildungszentrum der JDF in Newcastle machte er bis Januar 1972 die Grundausbildung. Im Anschluss absolvierte er bis Dezember 1972 am Britannia Royal Naval College (BRNC) in Dartmouth, England, die Marineausbildung. Im Januar 1973 kam er für zwei Monate in die Delta-Kompanie des 1. Bataillons/Jamaica Regiment und wurde dann zur Jamaica Defence Force Coast Guard versetzt. Mitte der 1970er Jahre erfolgte die Beförderung zum Lieutenant Senior Grade. Da ihm ein beantragter Fortbildungsurlaub zur Erlangung ziviler Seefahrtszertifikate verwehrt wurde, verließ er am 19. August 1981 das Militär für sechs Monate und heuerte als Erster Offizier auf zwei Handelsschiffen an. Am 22. Februar heiratete er seine Frau Tessa Diane. Aus der Ehe gingen ein Sohn und eine Tochter hervor. Sein Sohn Marcq dient ebenfalls als Offizier bei den jamaikanischen Seestreitkräften. 
Vom 23. Dezember 1984 bis zum 25. März 1985 war er als Detachementkommandeur im Grenada, dem bislang größten Auslandseinsatz der jamaikanischen Streitkräfte. Im Mai 1988 wurde er im Dienstgrad Lieutenant Commander vorläufig auf den Posten des Commanding Officers (CO) der JDF Coast Guard versetzt, 1990 mit Beförderung zum Commander dann fest. In der Anschlussverwendung diente er von März 2000 bis Mai 2002 als Colonel Adjutant/Quartiermeister im JDF-Hauptquartier im Up Park Camp. In seiner letzten militärischen Verwendung war er im Dienstgrad Rear Admiral bis Oktober 2007 militärischer Oberbefehlshaber (Chief of Staff) der jamaikanischen Streitkräfte. Nach Übergabe der Amtsgeschäfte an seinen Nachfolger Major General Stewart Emerson St. Leonard Saunders wurde der Posten des Oberbefehlshabers in Chief of Defence Staff (CDS) umbenannt. Seine Amtszeit war geprägt durch Modernisierungsmaßnahmen und internationale Verhandlungen. So war er bei den maritimen Abgrenzungsverhandlungen Jamaikas mit Kolumbien, Kuba und Nicaragua beteiligt sowie an anderen Verhandlungen mit den Vereinigten Staaten. Eine seiner ersten Amtshandlungen war die Implementierung eines modernen kontinentalen Stabssystems. Der Jamaica Defence Force Air Wing erhielt neue Luftfahrzeuge und eine regionale Flugschule, die JDF Coast Guard neuere Boote und die Lathbury Barracks im Up Park Camp wurden neu möbliert.

### Polizeidienst
Am 17. Dezember 2007 wurde Lewin oberster Polizeichef der Jamaica Constabulary Force. Bereits vor seiner Amtsübernahme stand sein Leben und das seiner Familie in Gefahr. Angehörige der Jamaica Defence Force boten ihm und seiner Familie persönlichen Schutz an. Er wurde von anderen Polizeibeamten darauf hingewiesen, keine Nahrung und Getränke von persönlich nicht vertrauten Personen zu sich zu nehmen, um einer möglichen Vergiftung aus dem Weg zu gehen. Gegenüber Personen im näheren zukünftigen Arbeitsumfeld nannte er vertraulich die gegen ihn gerichteten Bedrohungen, musste aber feststellen, dass es ein Leck gab und diese Informationen nach außen gelangten. Aufgrund dieser Warnungen konnte Lewin noch vor dem Bezug seines Büros Umstrukturierungsmaßnahmen im Polizeistab sowie Sicherheitsvorkehrungen zum Schutz seiner Arbeitsstätte und seines Hauses aushandeln. Von Beginn an kritisierte er die Korruption in den Reihen der Jamaica Constabulary Force und sorgte für die Überführung mehrerer Polizeibeamter. Nachdem ihm Premierminister Bruce Golding sein Misstrauen gegenüber aussprach, wurde Lewin im November 2009 pensioniert. Golding warf der Polizei vor, dass sie auf Kosten von Maßnahmen zur Senkung der Mordrate Maßnahmen zur Bekämpfung anderer Verbrechen vernachlässige. Lewin meinte vor seiner Entlassung gegenüber dem Jamaican Gleaner, dass es in Politik, Wirtschaft, Polizei und Medien viele Personen gebe, die gerne seine Entlassung sehen würden. Lewin war nicht der Erste, der unter Bruce Golding im Amt resignierte. So verließen bereits sein Vorgänger Lucius Thomas und auch die beiden Sicherheitsminister Derrick Smith und Trevor MacMillan ihre Ämter.

## Auszeichnungen
- Commander des Order of Distinction (CD)
- Medal of Honour in der Stufe „Meritorious Service“
- 1985: General Service Medal
- Public Service Medal, United States Coast Guard